# Athenatempel
Athenatempel sind der griechischen Göttin Athena geweiht.
Bekannte Athenatempel sind bzw. waren:
- Alter Athena-Tempel auf der Akropolis von Athen
- Athenatempel in  Agrigent
- Athenatempel (Assos) in Assos
- Athenatempel der Akropolis von Lindos
- Athenatempel in Paestum
- Athenatempel in Pergamon
- Athenatempel von Priene
- Athenatempel in Syrakus